# Ålänningens sång
El Ålänningens sång (Canción de Åland) es el himno oficial de las islas Aland, una provincia autónoma sueco-parlante de Finlandia. Adoptado en 1922, la letra fue escrita por John Grandell y la música fue compuesta por Johan Fridolf Hagfors.

## Letra
| Ålänningens sång Landet med tusende öar och skär, danat ur havsvågors sköte. Åland, vårt Åland, vår hembygd det är. Dig går vår längtan till möte! Forngravars kummel i hängbjörkars skygd tälja din tusenårs saga. Aldrig förgäta vi fädernas bygd, vart vi i fjärrled än draga Skönt är vårt Åland när fjärdar och sund blåna i vårljusa dagar, ljuvt är att vandra i skog och i lund, i strändernas blommande hagar. Midsommarstången mot aftonröd sky reses av villiga händer, ytterst i utskärens fiskareby ungdomen vårdkasar tänder Skönt är vårt Åland när vågsvallet yr högt mot de mäktiga stupen när under stjärnhimlen kyrkfolket styr över de islagda djupen. Ryter än stormen, i stugornas ro spinnrocken sjunger sin visa minnet av barndomens hägnande bo sönerna lyckligast prisa sönerna lyckligast prisa. Aldrig har åländska kvinnor och män svikit sin stam och dess ära; ofärd oss hotat, men segervisst än frihetens arvsrätt vi bära. Högt skall det klinga, vårt svenska språk, tala med manande stämma, lysa vår väg som en flammande båk, visa var vi äro hemma visa var vi äro hemma. | Canción de Åland La tierra de miles de islas e islotes, Nacido de profundidad bajo las olas Åland, nuestro Åland, nuestra casa es Te estamos para satisfacer a largo. Antiguas tumbas debajo de los abedules Indica de nuestros mil años de historia Nosotros nunca olvidar la tierra de nuestros padres No importa dónde vamos a ir Lovely es nuestra Åland cuando bahías y estrechos Conviértase en azul brillante en el día de la primavera Es delicioso para pasear por los bosques y arboleda En los campos de flores de nuestras costas. Midsummer polo noche a cielo rojo ¿Está dispuesta planteadas por las manos Más lejano en el pueblo pescador Skerry Se encienden las balizas de los jóvenes Lovely es nuestra Åland cuando la espuma de las olas es giros contra los poderosos precipicio Cuando la gente dirigir la iglesia bajo las estrellas En los helados profundidades del mar Incluso cuando ruge la tormenta, en las casas de campo »de paz La canción de la rueda de hilado se canta La memoria de los amantes de la infancia es Afortunadamente elogiada por los hijos Nunca han Alandian las mujeres y los hombres Que el honor de su tribu hacia abajo La guerra nos ha amenazado, pero aún victoriosamente Llevamos el patrimonio de la libertad En voz alta se lo racional, nuestro idioma sueco Hablo con una voz instando a Iluminar nuestro camino como marca de un mar de llamas Mostrar dónde pertenecemos Mostrar dónde pertenecemos. |